# فريدريك ستانج لوند
فريدريك ستانج لوند (بالنرويجية: Fredrik Stang Lund)‏ (و. 1859 – 1922 م) هو سياسي، ومحامي، وقاضي نرويجي، كان عضوًا في الحزب الليبرالي، توفي عن عمر يناهز 63 عاماً.

## مناصب
تولى منصب Minister of Labour and Social Inclusion ‏ (أغسطس 1897–17 فبراير 1898)
- Minister of Auditing [الإنجليزية]‏ (14 أكتوبر 1895–26 نوفمبر 1896)
- عمدة أوسلو.